# Betsson AB
Betsson AB är ett svenskt förvaltningbolag noterat på Stockholmsbörsen. Fram till juli 2006 hette bolaget Cherryföretagen AB. Betsson AB:s största innehav är Betsson Malta Ltd som är ett internetspelbolag vars verksamhet är belägen på Malta.
Betssons historia sträcker sig tillbaka till 1963 när AB Restaurang Rouletter bildades av Bill Lindwall och Rolf Lundström. 1972 inregistrerades namnet Cherry och företagets kännetecknande körsbärssymbol. 1998 förvärvades 35 procent i bolaget Net Entertainment och år 2000 förvärvades resterande del från Kinnevik genom en riktad nyemission som gjorde Kinnevik till största aktieägare i dåvarande Cherryföretagen AB. 2003 investerade Cherry i det engelska sportspelsbolaget Betsson, som förvärvades i sin helhet 2005.
Betsson och Net Entertainment växte båda kraftigt och dessa dotterbolag utgjorde snart merparten av värdet i gruppen. Mot bakgrund av utvecklingen genomförde Cherryföretagen betydande organisationsförändringar under 2006 och 2007 varvid moderbolaget bytte namn till Betsson AB och dotterbolagen Cherryföretagen AB (spel på restaurangcasinon och fartyg) samt Net Entertainment (systemförsäljning inom Internetspel) delades ut till aktieägarna och särnoterades. År 2011 tillkännagavs ett förvärv av konkurrenten Betsafe, ett privatägt spelbolag baserat på Malta med kunder främst i Norden, för en köpeskilling om c:a 32,5 miljoner euro. Betsson är noterat på OMX NASDAQ Large Cap